# Erste Bank Open 2018
Erste Bank Open 2018 — тенісний турнір, що проходив на кортах з твердим покриттям у місті Відень, Австрія з 22 жовтня. Належав до категорії ATP World Tour 500, був турніром серії Vienna Open 2018 року.

## Фінальна частина

### Одиночний розряд
Кевін Андерсон —  Нісікорі Кей 6–3, 7–6(7–3)

### Парний розряд
Джо Солсбері /  Ніл Скупскі —  Майк Браян /  Едуар Роже-Васслен 7–6(7–5), 6–3